# Shanag ashile
Lo Shanag era un piccolo dinosauro dei dromeosauridi che visse durante il Cretaceo in Mongolia.

## Descrizione
La specie tipo di Shanag è S. ashile . È stato nominato e descritto da Alan Turner, Sunny Hai-Ching Hwang e Mark Norell nel 2007. Il nome generico si riferisce ai ballerini con il cappello nero nella danza buddista Cham. Il nome specifico si riferisce alla Formazione Ashile, il vecchio nome per gli strati dove fu trovato Shanag, usato da Henry Fairfield Osborn.
L'olotipo di Shanag, IGM 100/1119, è stato scoperto nella Formazione Öösh, la cui stratificazione è incerta ma probabilmente databile al Berriasiano-Barremiano. Shanag ha una forte somiglianza con i dromaeosauridi cinesi basali come Microraptor e Sinornithosaurus, suggerendo una stretta somiglianza tra la fauna dei depositi di Öösh, datati provvisoriamente a 130 milioni di anni fa, e il Jehol Biota della Cina (come gli animali trovati nel Formazione Yixian contemporanea), durante il Cretaceo inferiore. Il campione olotipico, lungo circa sei centimetri, è composto da un frammento associato di mascella superiore e inferiore non compresso, contenente un mascellare superiore destro quasi completo con denti, un dentario destro parziale con denti e uno splenio parziale attaccato.
Shanag era un piccolo predatore. Nel 2010 Gregory S. Paul ha stimato la sua lunghezza in 1,5 metri e il peso in cinque chilogrammi. Shanag mostra un misto di tratti di dromaeosauridi, troodontidi e avialani basali.
Turner et al. assegnarono Shanag ai Dromaeosauridae. La loro analisi cladistica indicava che si trattava di un dromaeosauride basale ma più alto nell'albero filogenetico rispetto agli Unenlagiinae. Analisi successive lo hanno inserito nei Microraptorinae.